# Triste héritage
Triste héritage est une peinture à l'huile sur toile du peintre valencien Joaquim Sorolla qui a été réalisée en 1899. Il s'agit d'une œuvre de grandes dimensions qui représente une scène de la plage du Cabañal à Valence. Plusieurs enfants handicapés se préparent à prendre un bain dans la mer comme mesure thérapeutique pour combattre leurs problèmes de santé.  
Au centre, un enfant est mis en évidence. Il se déplace avec difficulté appuyé sur des béquilles et on note des séquelles de la poliomyélite, maladie qui était très fréquente et qui produisait de graves déformations de l'appareil locomoteur. Un religieux de l'ordre de Saint Jean de Dieu surveille attentivement les enfants. L'œuvre appartient à la première période du peintre alors qu'il traitait de nombreux thèmes sociaux.
Ce tableau fut présenté à l'Exposition universelle de Paris de 1900 où il gagna le Grand Prix. En 1901 il obtint la médaille d'honneur de l'Exposition nationale des beaux-arts d'Espagne. Il a été acheté en 1981 par la banque Bancaja à l'Église de l’Assomption de New York,,.